# Theodor Engelbrecht
Theodor Elias August Benjamin Engelbrecht (* 18. Januar 1813 auf dem Vorwerk Monplaisir in Halchter bei Wolfenbüttel; † 4. August 1892 in Braunschweig) war Arzt in Braunschweig, Universitätsprofessor für Physiologie und einer der bedeutendsten deutschen Pomologen des 19. Jahrhunderts.

Theodor Engelbrecht

## Leben
Engelbrecht entstammte der weitverzweigten Familie Engelbrecht. Seine Eltern waren der braunschweigische Amtmann Otto Engelbrecht (1778–1822) und Johanne Friederike Conradine Scherenberg (1781–1815). 
Nach dem Schulbesuch in Wolfenbüttel studierte Engelbrecht Medizin an der Universität Göttingen. Er wurde 1836 an der Universität Marburg promoviert und legte anschließend das Staatsexamen in Braunschweig ab. Nach einer ausgedehnten Bildungsreise durch Italien, Frankreich und Holland ließ er sich in Braunschweig als Arzt nieder, wo er 1844 zum Professor für Physiologie am Anatomisch-Chirurgischen Institut berufen wurde. 1861 erfolgte die Ernennung zum Sanitätsrat durch das Herzogliche Sanitäts-Collegium, 1864 wurde er Medizinalrat. Von 1877 bis 1884 war Engelbrecht Leiter des Herzoglichen Krankenhauses.
Neben der Medizin galt sein Interesse den Obstsorten und dem Obstbau. Zu seinen pomologischen Studien trat eine rege Veröffentlichungstätigkeit auf diesem Gebiet, die ihn zu einem der angesehensten Fachleute werden ließ. Er regte die Gründung der Pomologischen Staatsanstalt (1862) in Braunschweig an und war von 1870 bis 1878 Herausgeber der „Mitteilungen“ der Station für Obstbau des landwirtschaftlichen Centralvereins des Herzogtums Braunschweig. Engelbrecht war Gründungsvorstand des Deutschen Pomologen-Vereins.
Engelbrecht vermählte sich mit Emma Elisabeth Meyer (1819–1876), mit der er in Braunschweig drei Kinder hatte.
1. Agnes Engelbrecht (1849–186x), ⚭ August Winter (* 1839), Oberstleutnant und Bezirkskommandeur in Schwerin
2. Dr. med. Hermann Engelbrecht (* 1852), Hofarzt und Medizinalrat, ⚭ Emilie Peters (1857–1906)
3. Dr. med. Bruno Engelbrecht (1861–1900)

## Werke
- Dissertatio de typho abdominali, Dissertation an der Universität Marburg, 1836
- Beleuchtung der Frage: Sollen Staats-Irren-Anstalten in die Nähe der Hauptstädte verlegt werden, oder nicht?, Verlag Vieweg, 1861
- Auswahl der hier zu Lande zu pflanzenden Obstbäume. Extra-Blatt der Zeitschrift des Hannoverschen pomologischen Vereins, Verlag von Carl Witt, Salzgitter 1866
- Deutschlands Apfelsorten: illustrirte, systematische Darstellung der im Gebiete des Deutschen Pomologen-Vereins gebaueten Apfelsorten. Braunschweig 1889. Mit Beschreibungen für 688 Apfelsorten.
- Anleitung zur Untersuchung der geschlachteten Schweine auf Trichinen, Meyer, 1878